# Oocamenta rufiventris
Oocamenta rufiventris är en skalbaggsart som beskrevs av Hermann Burmeister 1855. Oocamenta rufiventris ingår i släktet Oocamenta och familjen Melolonthidae. Inga underarter finns listade i Catalogue of Life.